# Гоцманов Сергій Анатолійович
Сергій Анатолійович Гоцманов (біл. Сяргей Анатолевіч Гоцманаў, нар. 27 березня 1959, Карасу) — радянський та білоруський футболіст, що грав на позиції півзахисника.
Виступав, зокрема, за клуб «Динамо» (Мінськ), а також національну збірну Білорусі.
Чемпіон СРСР.

## Клубна кар'єра
У дорослому футболі дебютував 1978 року виступами за команду клубу «Динамо» (Брест), в якій того року взяв участь у 27 матчах чемпіонату. 
Своєю грою за цю команду привернув увагу представників тренерського штабу клубу «Динамо» (Мінськ), до складу якого приєднався 1979 року. Відіграв за мінських «динамівців» наступні одинадцять сезонів своєї ігрової кар'єри. Більшість часу, проведеного у складі мінського «Динамо», був основним гравцем команди. 1982 року допоміг мінчанам вибороти їх перший і, як згодом виявилося, останній титул чемпіона СРСР.
Згодом з 1990 по 1996 рік грав у складі команд клубів «Брайтон енд Гоув», «Саутгемптон», «Галлешер», «Динамо» (Мінськ) та «Динамо-93» (Мінськ).
Завершив професійну ігрову кар'єру в американському клубі «Міннесота Тандер», за команду якого виступав протягом 1996—1999 років.

## Виступи за збірні
У 1984 році дебютував в офіційних матчах у складі національної збірної СРСР. Протягом кар'єри у національній команді, яка тривала 5 років, провів у формі головної команди країни 34 матчі, забивши 3 голи.
У складі збірної був учасником чемпіонату Європи 1988 року у ФРН, де разом з командою здобув «срібло».
У 1992 році дебютував за національну збірну Білорусі, провівши 3 матчі та забивши 1 гол.

## Титули і досягнення

### Командні
- Чемпіон СРСР (1):

«Динамо» (Мінськ): 1982
- Чемпіон Білорусі (2):

«Динамо» (Мінськ): 1993, 1994
- Кубок Білорусі (1):

«Динамо» (Мінськ): 1994
Збірні
- Віце-чемпіон Європи: 1988

### Особисті
- Футболіст року в Білорусі: 1983, 1985, 1987, 1989